# باشگاه فوتبال لانگفورد تاون
باشگاه فوتبال لانگفورد تاون (ایرلندی: Cumann Peile Bhaile Longfort) یک باشگاه فوتبال ایرلندی است که در لیگ دسته اول فوتبال ایرلند بازی می‌کند. این باشگاه که در سال ۱۹۲۴ تأسیس شد و در سال ۱۹۸۴ برای لیگ انتخاب شد، در لانگفورد، ایالت لانگفورد مستقر است و مسابقات خانگی خود را در خیابان استروکستاون برگزار می‌کند، که به دلایل حمایت مالی به Bishopsgate نیز معروف است. رنگ‌های باشگاه قرمز و مشکی است و باشگاه با نام مستعار «دی تاون» شناخته می‌شود.